# The Nightcrawlers (gruppo musicale statunitense anni 1980)
The Nightcrawlers sono stati un gruppo musicale statunitense formatosi a Filadelfia nel 1980. La loro è una musica per sintetizzatori che richiama la Berlin School di Klaus Schulze e Tangerine Dream.

## Storia
Il gruppo era composto dai fratelli Peter e Tom Gulch e Bob Stevenson, che venne rimpiazzato da Dave Lunt nel 1981. Presero parte a una serie di concerti nelle chiese e in altri luoghi insoliti nell'area di Filadelfia. Nel corso della loro carriera, terminata nel 1991, il trio pubblicò oltre quaranta audiocassette e tre LP: Nightcrawlers (1984), Spacewalk (1985) e Shadows of Light (1987). I tre album sono stati raccolti nel cofanetto Traveling Backwards (1997), pubblicato dall'etichetta berlinese Manikin Records. The Biophonic Boombox Recordings (2018) è una raccolta curata dall'Anthology Recording in cui sono presenti diversi brani originariamente contenuti nelle cassette del gruppo.

## Formazione

### Ultima formazione
- Dave Lunt – sintetizzatore
- Peter Gulch – sintetizzatore
- Tom Gulch – sintetizzatore

### Ex membri
- Bob Stevenson – armonica, zither, violino, campane

## Discografia parziale

### Album in studio
- 1984 – Nightcrawlers
- 1985 – Spacewalk
- 1987 – Shadows of Light

### Album compilation
- 1997 – Traveling Backwards
- 2018 – The Biophonic Boombox Recordings